# Menhir de la Vieille Métairie
Le menhir de la Vieille Métairie, appelé aussi menhir de Villeneuve, est un menhir situé sur la commune de Plomeur, dans le département du Finistère en France.

## Historique
Il est mentionné pour la première fois par Louis Flagelle en 1878 : le menhir est alors renversé. En 1899, Paul du Châtellier signale à la Société archéologique du Finistère que le menhir a été redressé au mois d'août 1899 par M. de Pascal.

## Description
Le menhir est un bloc de granite de 3 m de hauteur.

## Folklore
Selon Guénin, le menhir qui avait été volontairement abattu fut remis en place « car la pierre se vengeait ».